# Édith Vesperini
Pour les articles homonymes, voir Vesperini.
Édith Vesperini est une créatrice de costumes et costumière française (cinéma, télévision et théâtre) née le 24 mars 1945  à Paris.

## Théâtre (sélection)
- 1982 : Vive les femmes ! d'après Jean-Marc Reiser, mise en scène de Claude Confortès
- 2002 : Les Conquérantes de Gérard Bagardie, mise en scène de Claude Confortès
- 2004 : Angelo, tyran de Padoue de Victor Hugo, mise en scène de Philippe Person

## Filmographie sélective

### Cinéma
- 1978 : Viva el Presidente (Le Recours de la méthode) de Miguel Littin
- 1979 : Clair de femme de Costa-Gavras
- 1980 : Les Malheurs de Sophie de Jean-Claude Brialy
- 1981 : Pourquoi pas nous ? de Michel Berny
- 1982 : Qu'est-ce qu'on attend pour être heureux ! de Coline Serreau
- 1982 : Légitime violence de Serge Leroy
- 1983 : Hanna K. de Costa-Gavras
- 1983 : L'Indic de Serge Leroy
- 1984 : Vive les femmes ! de Claude Confortès
- 1985 : Trois hommes et un couffin de Coline Serreau
- 1985 : Diesel de Robert Kramer
- 1986 : Suivez mon regard de Jean Curtelin
- 1986 : Paulette, la pauvre petite milliardaire de Claude Confortès
- 1987 : Miss Mona de Mehdi Charef
- 1988 : Cher Frangin de Gérard Mordillat
- 1989 : Radio Corbeau d'Yves Boisset
- 1990 : Un jeu d'enfant de Pascal Kané
- 1991 : Van Gogh de Maurice Pialat
- 1992 : La petite apocalypse de Costa-Gavras
- 1993 : Le Nombril du monde d'Ariel Zeitoun
- 1995 : Le bonheur est dans le pré d'Étienne Chatiliez
- 1996 : Un divan à New York d'Chantal Akerman
- 1996 : C'est pour la bonne cause de Jacques Fansten
- 1997 : XXL d'Ariel Zeitoun
- 1997 : Cuisine américaine de Jean-Yves Pitoun
- 1998 : Bimboland d'Ariel Zeitoun
- 1998 : Le Radeau de La Méduse d'Iradj Azimi
- 1998 : L'homme est une femme comme les autres de Jean-Jacques Zilbermann
- 2000 : Saint-Cyr de Patricia Mazuy
- 2001 : Vercingétorix : La Légende du druide roi de Jacques Dorfmann
- 2002 : Amen. de Costa-Gavras
- 2004 : Nos vies rêvées de Fabrice Cazeneuve
- 2005 : Chok-Dee de Xavier Durringer
- 2006 : Mon colonel de Laurent Herbiet
- 2006 : Serko de Joël Farges
- 2007 : Je ne vous oublierai jamais de Pascal Kané
- 2008 : Un barrage contre le Pacifique de Rithy Panh
- 2010 : Hors-la-loi de Rachid Bouchareb
- 2012 : L'Oncle Charles d'Étienne Chatiliez
- 2013 : Angélique d'Ariel Zeitoun
- 2013 : Victor Young Perez de Jacques Ouaniche
- 2016 : Warrior's Gate de Matthias Hoene
- 2017 : Cessez-le-feu de Emmanuel Courcol
- 2017 : Le Chemin de Jeanne Labrune
- 2018 : Je ne rêve que de vous de Laurent Heynemann
- 2024 : Le Choix du pianiste de Jacques Otmezguine

### Télévision
- 1991 : Dust and Blood de Jim Goddard
- 1991 : Sur le lieu du crime de Daniel Vigne
- 1993 : Jalna de Philippe Monnier
- 1994 : Arthur Rimbaud, l'homme aux semelles de vent de Marc Rivière
- 1996 : Drôle de cérémonie de Michel Lang
- 1996 : Aventurier malgré lui de Marc Rivière
- 1997 : Les parents modèles de Jacques Fansten
- 1997 : Le monde d'Angelo de Jim Goddard
- 2001 : Madame Sans-Gêne de Philippe de Broca
- 2002 : Rêves en France de Pascal Kané
- 2002 : Les Thibault de Jean-Daniel Verhaeghe
- 2003 : Nos vies rêvées de Fabrice Cazeneuve
- 2004 : Capitaine des ténèbres de Serge Moati
- 2005 : La Visite de Pierre Sisser
- 2007 : A droite toute ! de Marcel Bluwal
- 2007 : Changing Climates, Changing Times de Marion Milne
- 2008 : Esclaves des mers de Joël Farges
- 2008 : Louise Michel de Solveig Anspach
- 2009-2014 : Nicolas Le Floch (10 épisodes)
- 2010 : Jeanne Devère de Marcel Bluwal
- 2011 : Mystère au Moulin-Rouge de Stéphane Kappes
- 2011 : La Baie d'Alger de Merzak Allouache
- 2011 : Alexandra David-Neel : j'irai au pays des neiges de Joël Farges
- 2014 : Résistance (6 épisodes)
- 2015 : Nicolas Le Floch (série télévisée) de Philippe Bérenger
- 2018 : Un avion sans elle (mini-série) de Jean-Marc Rudnicki

## Distinctions

### Récompenses
- César 2001 : César des meilleurs costumes pour Saint-Cyr de Patricia Mazuy

### Nominations
- César 1992 : César des meilleurs costumes pour Van Gogh de Maurice Pialat

### Décorations
- Chevalière de la Légion d'honneur (2022[1])